# Вашингтон, Марта

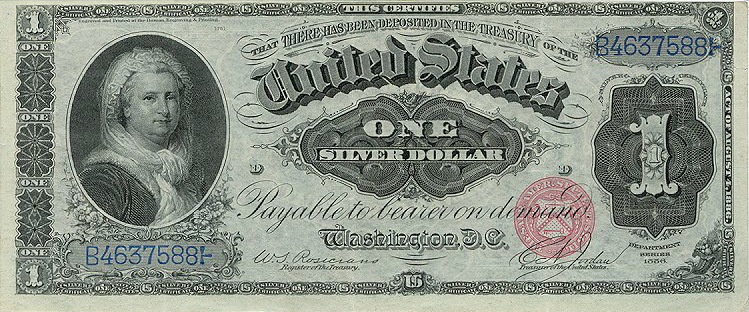
1 доллар США 1886 года с изображением Марты Вашингтон.

Ма́рта Ка́стис Ва́шингтон (урождённая Дэ́ндридж; англ. Martha Custis Washington; 13 июня 1731[…], Честнат-Гров, Виргиния, Великобритания — 22 мая 1802[…], Фэрфакс, Виргиния) — первая леди США, жена первого президента США Джорджа Вашингтона.

## Биография
Марта Вашингтон родилась 2 июня [13 июня] 1731 на табачной плантации Честнат-Гроув, округ Нью-Кент, Виргиния, принадлежавшей её родителям. Отец, Джон Дэндридж (1700—1756), в возрасте пятнадцати лет иммигрировал в Северную Америку из Англии вместе со старшим братом Уильямом (1689—1743). Вскоре, проработав торговцами, они стали владельцами земельных наделов. Мать, Фрэнсис Джонс Дэндридж (1710—1785), являлась внучкой англиканского ректора Роуленда Джонса, получившего образование в Оксфорде и в 1634 году иммигрировавшего в Виргинию из Уэльса. У Марты было три брата и четыре сестры: Джон (1732—1749), Уильям (1734—1776), Бартоломео (1737—1785), Анна Мария (1739—1777), Фрэнсис (1744—1758), Элизабет (1749—1773) и Мэри (1756—1763). Предполагается, что у Марты была незаконнорожденная сводная сестра по отцовской линии по имени Энн, рождённая от рабыни.

### Ранние годы и первый брак с Дэниелом Парком Кастисом
В то время единственным способом получения образования для юных девушек являлось домашнее обучение, которое также проходила и Марта. Томас Леонард, учитель Марты, помимо формальных уроков, научил её танцевать. В детстве она неоднократно посещала службы в англиканской церкви святого Петра, при которой она изучала катехизис. В 1743 году она совершила поездку вглубь страны, которая, вероятно, совпала со смертью её дяди Уильяма Дэндриджа. В возрасте пятнадцати лет Марта отправилась в Уильямсберг, где впервые приняла участие в бале при губернаторском дворце. Вскоре знаки внимания юной Марте стал оказывать Дэниел Парк Кастис (1711—1757), который был старше её на двадцать лет и считался одним из самых богатых людей Виргинии. Несмотря на противодействия и угрозы лишения права наследования со стороны отца Дэниела Джона Кастиса IV (1678—1749), не желавшего, чтобы его единственный сын связал свою жизнь с малоизвестным родом Дэндриджей, 15 мая 1750 года пара сыграла свадьбу в соответствии с церемонией бракосочетания Англиканской церкви. Убедить отца дать благословение на брак помог давний друг Дэниела Джеймс Пауэр. Марта и Дэниел стали жить на территории Белого дома на берегу реки Паманки. Помимо приготовления пищи и других домашних дел, Марта проводила много времени за шитьём, нередко обучая к этому рабынь.
В ноябре 1751 года у пары родился первенец — Дэниел Парк Кастис-младший (1751—1754). В апреле 1753 года в семье родился второй ребёнок — дочь Фрэнсис Парк Кастис (1753—1757). В 1754 году на свет появился второй сын — Джон Парк Кастис (1754—1781), получивший прозвище Джеки. В 1756 году родилась Марта Парк Кастис (1756—1773), которую, чтобы отличить от матери, называли Пэтси. Первенец семьи умер в феврале 1754 года в возрасте двух лет. Тремя годами позже скоропостижно скончалась Фрэнсис Парк Кастис. 8 июля 1757 года от сердечного приступа умер глава семьи — Дэниел Парк Кастис. Дэниел и оба ребёнка были похоронены в Куинс-Крик. В конце XIX века останки Кастисов, в том числе и Марты, были перезахоронены на кладбище приходской церкви Уильямсберга. Дэниел Парк Кастис умер, не оставив после себя завещания. По закону Марта и двое её детей унаследовали по одной трети состояния, включавшего в себя 17 779 акров земли, порядка 300 рабов, земельные владения в Уильямсберге, шесть домов, более 23 тыс. фунтов стерлингов наличными, а также акции банков Англии. Вступление в право наследования побудило Марту осознать, что рано или поздно ей вновь придётся выйти замуж. Одним из поклонников Марты стал плантатор Чарльз Картер, за плечами которого было два брака и двенадцать детей, что, по мнению авторов книг о ней, сподвигло Марту отказаться от этой идеи.

### Брак с Джорджем Вашингтоном
В марте 1758 года случайная встреча Марты с полковником британской армии Джорджем Вашингтоном привела к помолвке в июне того же года. 6 января 1759 года пара сыграла свадьбу в Белом доме. Среди гостей торжества — вице-губернатор Фрэнсис Фокир с супругой, известные семьи Мейкон и Аткинсон, родственники со стороны Джорджа и Марты. Спустя месяц после завершения свадебных торжеств семья переехала в Уильямсберг. Переезд был связан с открытием очередной сессии Палаты бюргеров Ассамблеи Виргинии, в которую Джордж Вашингтон был избран летом 1758 года. Однако уже в апреле 1759 года семья Вашингтонов стала жить на плантации Маунт-Вернон. В 1760 году Марта переболела корью, как и некоторые другие члены семьи Вашингтонов, а в марте 1761 года — коклюшем.
Когда Джордж Вашингтон возглавлял американское ополчение в войне за независимость, Марта во всех походах следовала за мужем. Выступила против участия мужа в выборах в президенты только что созданных Соединённых Штатов Америки. Также не посетила инаугурацию мужа 30 апреля 1789 года, но в дальнейшем выполняла все государственные обязанности, связанные с положением Первой леди, само же понятие Первая леди появилось позже.

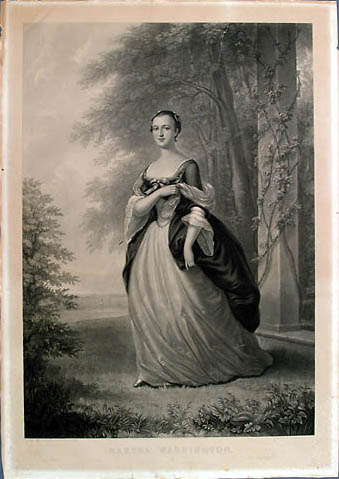
Марта в молодости.
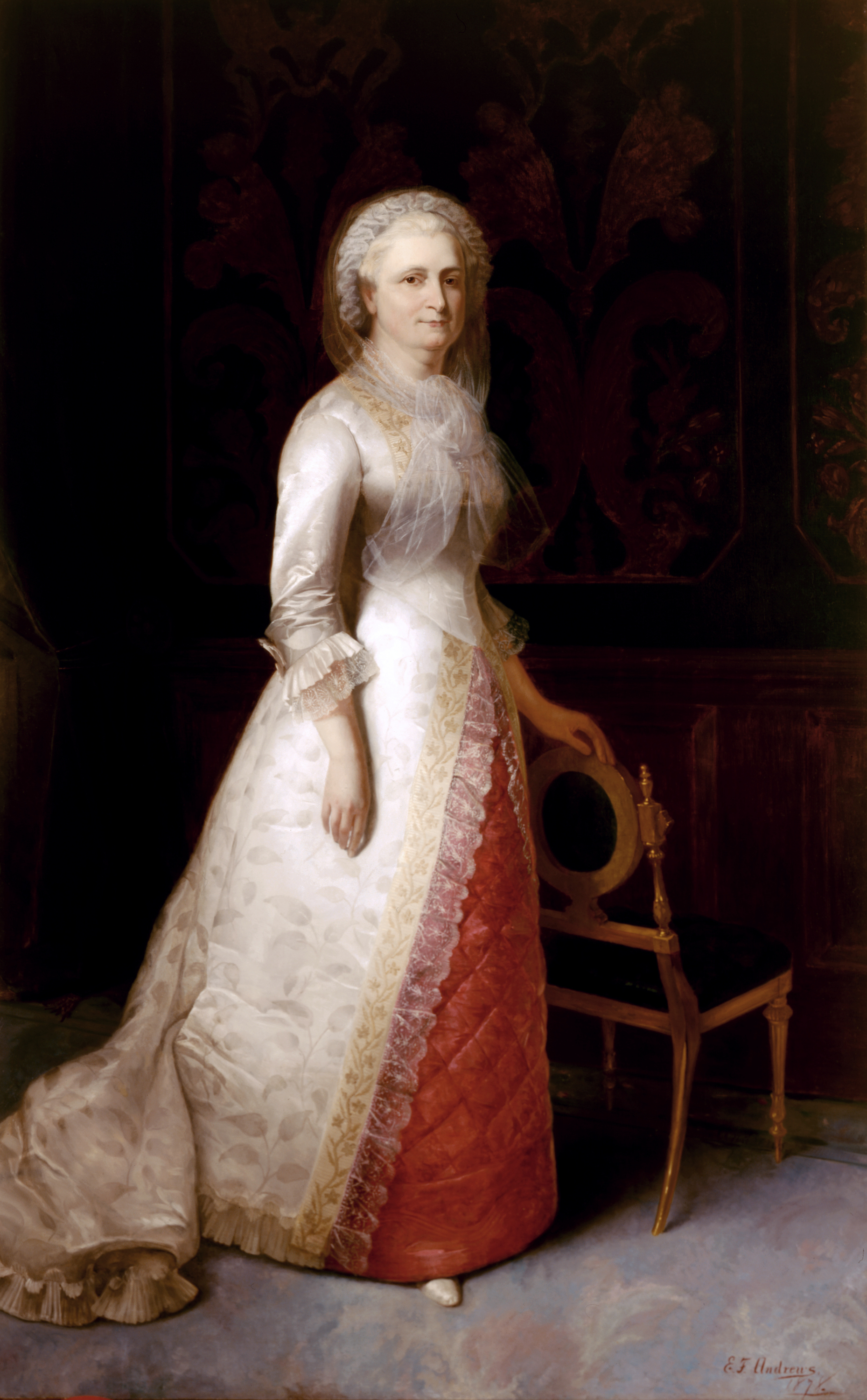
Портрет Марты Вашингтон.
Семья Вашингтонов.
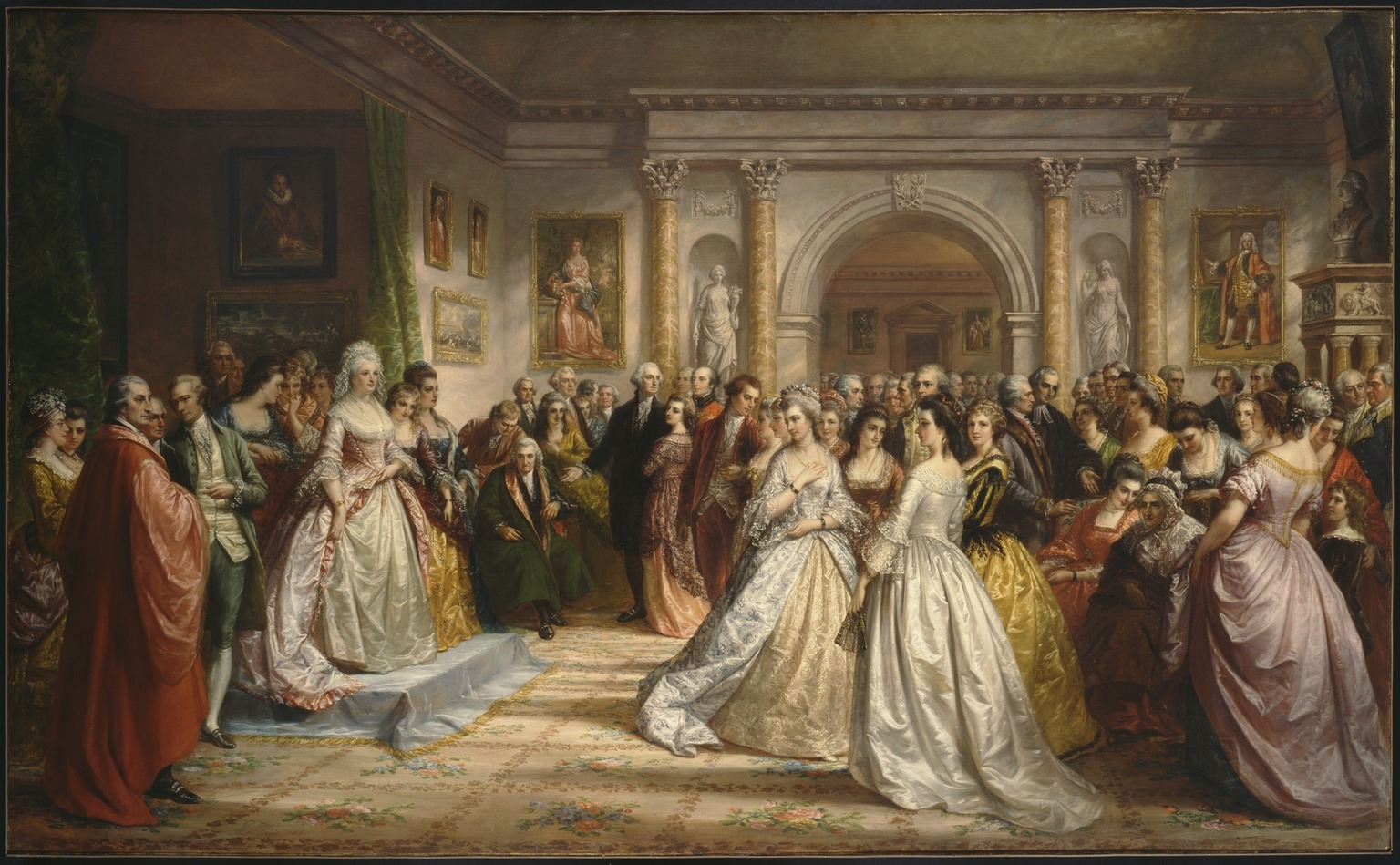
Светский приём у Марты Вашингтон. Художник Дэниел Хантингтон.

## Память
Ещё при жизни Марты Вашингтон, в её честь был назван военный корабль США, построенный по приказу её мужа Джорджа Вашингтона.
В 1902 году почта Соединённых Штатов выпустила почтовую марку с портретом Марты Вашингтон номиналом в 8 центов, тем самым Марта Вашингтон стала первой американкой, портрет которой был размещён на почтовой марке. В 1923 году были выпущены марки в 4 цента, а в 1938 году 1,5 цента.
Также Марта Вашингтон — единственная женщина, чей портрет размещался на американских банкнотах. Первый портрет появился на аверсе Серебряного Сертификата в один доллар 1886 и 1891 годов, и на реверсе Серебряного Сертификата в один доллар 1896 года.
В соответствии с Программой однодолларовых президентских монет (англ. Presidential $1 Coin Program) в честь Марты Вашингтон были выпущены памятные золотые монеты номиналом 10 долларов весом пол-унции, а также бронзовые медали.

Почтовая марка и монеты
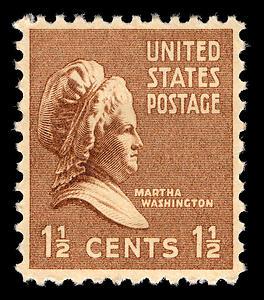
Почтовая марка С портретом Марты Вашингтон.
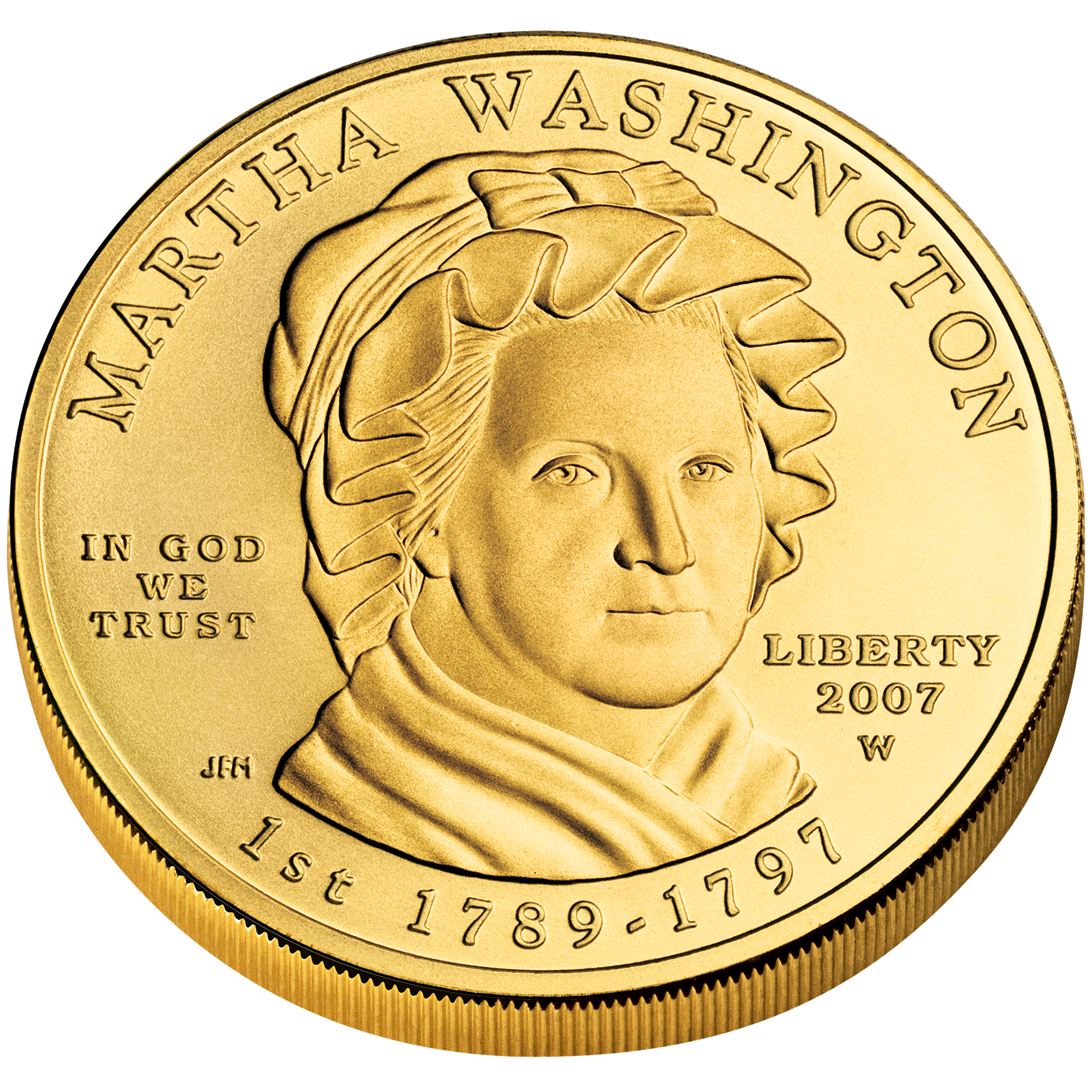
Аверс золотой монеты 10 долларов с портретом Марты.
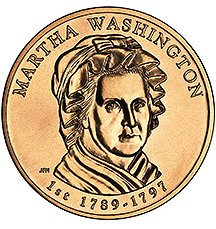
Аверс бронзовой медали.

## Семья
У Марты было четверо детей:
- Дэниел Парк Кастис-младший (1751—1754);
- Фрэнсис Парк Кастис (1753—1757);
- Джон Парк «Джеки» Кастис (1754—1781);
- Марта Парк «Пэтси» Кастис (1756—1773).

## Образ в кино и на телевидении
- 1955 — в двух эпизодах сериала «Вы там[англ.]» роль Марты Вашингтон исполнила Шейла Бромли.
- 1984, 1986 — в сериале «Джордж Вашингтон» роль Марты Вашингтон исполнила Патти Дьюк.
- 2014 — в сериале «Поворот: Шпионы Вашингтона» роль Марты Вашингтон исполнила Лилли Бёрдселл.
- 2020 — в мини-сериале «Вашингтон» роль Марты Вашингтон исполнила Ниа Робертс.
- 2021 — в мультфильме «Америка: Фильм» роль Марты Вашингтон озвучила актриса Джуди Грир.